# 西站南广场站
西站南广场站位于中华人民共和国江西省南昌市红谷滩区九龙湖街道龙兴大街与恒瑞路和恒祥路之间地下，南昌西站南广场前，是南昌地铁2号线与4号线的地铁换乘站，车站于2017年8月18日随二号线通车启用。

## 车站结构
2号线车站位于恒瑞路与恒祥路之间的空地内，站厅在地下一层，站台在地下二层为岛式站台:82:230；4号线位于龙兴大街下方，站厅在地下一层和2号线连通，站台在地下三层为岛式站台，两个线采用L型换乘。另外2号线南路方向与4号线鱼尾洲方向之间设有联络线:41。

### 楼层
| 1层  | 地面               | 出入口                         |  |  |
| -1层 | 站厅               | 自动售票机、客服中心           |  |  |
| -2层 |                    | █ 2号线 往南路（国博）         |  |  |
|      | 岛式站台，左侧开门 |                                |  |  |
|      |                    | █ 2号线 往南昌东站（南昌西站） |  |  |
| -3层 |                    | █ 4号线 往白马山（礼庄山）     |  |  |
|      | 岛式站台，左侧开门 |                                |  |  |
|      |                    | █ 4号线 往鱼尾洲（怀玉山大道） |  |  |

### 出入口

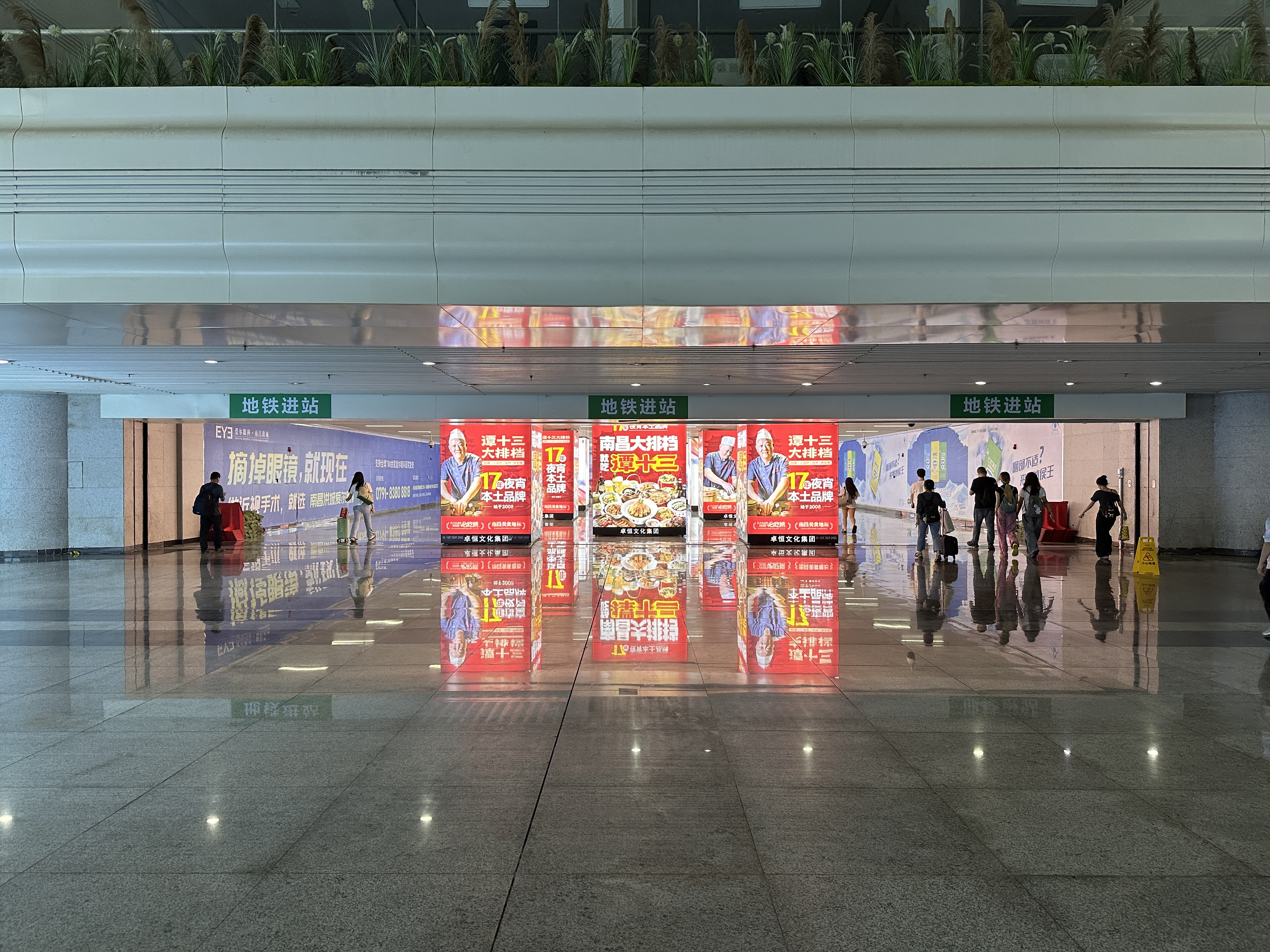
与国铁南昌西站的连通口

本站共设4个出入口，站厅另设有通往南昌西站的连通口。
| 编号                   | 指示         | 图片 | 建议前往的目的地             |
| ---------------------- | ------------ | ---- | ---------------------------- |
| 出口 · 1L · 升降机标志 | 恒祥路       |      | 景德镇街                     |
| 出口 · 2L              | 龙兴大街南侧 |      | 婺源路、扬帆东街、新旅明樾府 |
| 出口 · 3L              | 龙兴大街北侧 |      | 南昌西站南广场、婺源路       |
| 出口 · 4L              | 龙兴大街北侧 |      | 南昌西站南广场、石钟山路     |
| 註： 設有              |              |      |                              |

## 历史
- 2013年1月30日公示《南昌市城市快速轨道交通线网规划调整》，对2号线延长线方案进行调整，位于国铁南昌西站北下方的2号线终点站南昌西站将延伸到国铁南昌西站南侧设站前南大道站，4号线将移动到此与其换乘并顺接原2号线西延段[5]。
- 2013年1月31日公布移民安置计划同时再次公布路线图中有本站[6]。
- 2013年8月15日2号线南昌市轨道交通二号线工程环境影响评价公示[7]，公布了《南昌市轨道交通二号线工程环境影响评价报告书》[1]。
- 2016年8月6日南昌晚报报道了地铁2、3号线车站改名情况；本站改名为“南山广场站”，附近无“南山”地名可能是报纸笔误导致[8]。
- 2016年9月12日本站获批建设工程规划许可证，站名为南广场站[9][10]。
- 2017年2月8日公布了《2、3号线站点更名及4号线命名方案获批》，本站名为西站南广场站[11]。